# Ksenija Škrilec
Ksenija Škrilec (* 26. August 1966 in Murska Sobota) ist eine slowenische Diplomatin. Sie ist seit 2017 Botschafterin ihres Landes in Österreich.

## Lebenslauf
Ksenija Škrilec wurde am 26. August 1966 geboren. Sie besuchte die zweisprachige Drago-Lugarič-Schule in Lendava und maturierte 1985 an der Franc-Miklošič-Kunstschule in Ljutomer. Von 1985 bis 1990 absolvierte sie ein Magisterstudium in ungarischer und deutscher Philologie an der Eötvös-Loránd-Universität in Budapest, mit einem Auslandssemester an der Friedrich-Schiller-Universität Jena. Berufsbegleitend studierte Škrilec von 1994 bis 1997 internationale Beziehungen und Diplomatie am Budapest Institute for Graduate International and Diplomatic Studies (BIGIS) der Corvinus-Universität Budapest. Im Jahr 2010 wurde sie an der Andrássy-Universität promoviert.
Nach zweijähriger Tätigkeit für die Unternehmen Translingua und Eurocom Corporate PR trat Škrilec 1992 in den diplomatischen Dienst ihres Heimatlandes ein. In Ungarn wurde sie Korrespondentin und Assistentin des Botschafters Ferenc Hajós. Als zweite und später erste Sekretärin war sie dort seit 1998 für die Bereiche Medien, Kultur, Minderheiten, Ausbildung und das Protokoll verantwortlich. Die Botschaft war damals auch für Bulgarien, die Ukraine und die Republik Moldau zuständig. Als erste Ministerialrätin wechselte sie 2002 an das Ministerium für auswärtige Angelegenheiten, wo sie in der Abteilung für Nachbarländer Referentin für Österreich war. Sie koordinierte die slowenisch-österreichische Expertengruppe der Historiker und Juristen und das Kontaktkomitee Slowenien-Kärnten.
Škrilec kehrte 2004 an die slowenische Botschaft in Budapest zurück. Als Botschaftsrätin war sie für den Bereich Wirtschaft zuständig. Im Februar 2006 wurde sie Stellvertreterin des Botschafters Ladislav Lipič. Von Juni bis September 2007 und von Dezember 2008 bis Mai 2009 amtierte Škrilec als Geschäftsträgerin. Danach wurde sie 2010 im Ministerium Projektleiterin der Wirtschaftsdelegationen des Präsidenten und Ministerpräsidenten in der Abteilung für Wirtschaftsdiplomatie. Im folgenden Jahr wurde sie zur Bevollmächtigten Ministerin ernannt und leitete die Abteilung für Globale Herausforderungen. Zu ihren Aufgaben gehörte die nationale Koordination der Ziele für nachhaltige Entwicklung (SDG) und die slowenische Teilnahme an der Konferenz der Vereinten Nationen über nachhaltige Entwicklung (Rio+20). Sie nahm an der UN-Klimakonferenz in Doha 2012 teil.
Ksenija Škrilec wurde 2013 zur außerordentlichen und bevollmächtigen Botschafterin der Republik Slowenien in Ungarn ernannt. Im folgenden Jahr erhielt sie die Akkreditierung für Bulgarien mit Sitz in Budapest. Im September 2017 wechselte Škrilec nach Wien und wurde zur außerordentlichen und bevollmächtigen Botschafterin in der Republik Österreich akkreditiert.
Škrilec spricht Slowenisch und Ungarisch als Muttersprache sowie Deutsch, Englisch, Serbokroatisch und Spanisch.

## Privatleben
Ksenija Škrilec ist verheiratet und Mutter von zwei erwachsenen Kindern.

## Veröffentlichungen
- Mitherausgeberin mit Dušan Nećak, Boris Jesih, Božo Repe, Peter Vodopivec: Slovensko-avstrijski odnosi v 20. stoletju. Slowenisch-österreichische Beziehungen im 20. Jahrhundert. Historia 8. Oddelek za zgodovino Filozofske fakultete, Ljubljana 2004.